# Пенароне (Потенца)
Пенароне (итал. Pennarone) је насеље у Италији у округу Потенца, региону Базиликата.
Према процени из 2011. у насељу је живело 35 становника. Насеље се налази на надморској висини од 756 м.